# Judith Goslin Hall
Judith Goslin Hall (3 de julio de 1939) es una pediatra, teratóloga y genetista estadounidense y canadiense. Describió nuevas enfermedades genéticas, como la amioplasia, y desarrolló tratamientos para otras ya conocidas; además, apoyó el uso de ácido fólico como prevención para malformaciones en los neonatos. También contribuyó a la comprensión del síndrome de Down. Ha recibido varios reconocimientos, entre ellos, la incorporación en el Salón de la Fama de la Medicina Canadiense y la membresía de la Real Sociedad Canadiense.

## Primeros años y educación
Hija de un ministro, Judith Hall nació el 3 de julio de 1939 en Boston. Se graduó en la Garfield Hight School de Seattle (Washington) y luego asistió a la Wellesley College, donde obtuvo su bachelor of arts en 1961. Estudió Medicina y Genética en la Universidad de Washington, donde investigó junto Arno Motulsky. Hizo un posdoctorado en Genética y luego, de 1969 a 1971 trabajó de pediatra en el Hospital Johns Hopkins; más tarde se dedicó a estudiar endocrinología pediátrica.